# Buch
Ein Buch (altgriechisch βιβλίον biblíon, lateinisch liber) ist nach traditionellem Verständnis eine Sammlung von bedruckten, beschriebenen, bemalten oder auch leeren Blättern aus Papier oder anderen geeigneten Materialien, die mit einer Bindung und meistens auch mit einem Einband (Umschlag) versehen ist. Umgangssprachliche Bezeichnungen sind Schmöker, Scharteke, Wälzer und aufgrund des (früher schweine-)ledernen Einbandes auch scherzhaft „Schinken“ oder „Schwarte“.
Über einen langen historischen Zeitraum dominierte die Form der Schriftrolle. Im 2. bis 4. Jahrhundert fand ein Wechsel zur Kodex-Form des Buches statt, hierbei sind die Blätter gefaltet und ggf. am Rücken geheftet oder gebunden. Laut UNESCO-Definition sind (für Statistiken) Bücher nichtperiodische Publikationen mit einem Umfang von 49 Seiten oder mehr.
Zudem werden einzelne Werke oder große Textabschnitte, die in sich abgeschlossen sind, als Buch bezeichnet, insbesondere, wenn sie Teil eines Bandes sind. Das ist vor allem bei antiken Werken, die aus zusammengehörigen Büchersammlungen bestehen, der Fall – Beispiele hierfür sind die Bibel und andere normative religiöse Heilige Schriften, die Aeneis sowie diverse antike und mittelalterliche Geschichtswerke.
Das Buch ist ein Kulturprodukt, das die Überwindung der Illiteralität zur Voraussetzung hat und die Entwicklung der geschriebenen Sprache zur Grundlage nimmt. Seine Verwendung als kommunikatives Mittel setzt eine Schreibkompetenz bzw. Drucktechnik und Lesefähigkeit voraus.
Elektronisch gespeicherte Buchtexte nennt man in ihrer lesbaren visuellen Form „digitale Bücher“ oder E-Books. Eine weitere, (maschinen)lesbare digitale Variante ist das Hörbuch. Derzeit (Stand: 2016) findet ein langsamer medialer Wechsel von der traditionellen Kodex-Form hin zu den neueren digitalen Buchformen statt.

## Etymologie
Das Wort Buch (althochdeutsch buoh, mittelhochdeutsch buoch), war ursprünglich eine Pluralform und bedeutete wahrscheinlich zunächst „Runenzeichen“, dann allgemeiner „Schriftzeichen“ oder „Buchstabe“, später „Schriftstück“. Eine Verwandtschaft zu Buche könnte darauf beruhen, dass Runen in Buchen oder in Buchenholz eingeritzt wurden, dieser Zusammenhang ist aber unsicher (siehe dazu auch Buchstabe). Die Brüder Grimm sahen sich bestärkt in der Annahme, dass der Ursprung des Wortes Buch aus Buche stamme.

## Geschichte

### Papyrusrolle und Kodex

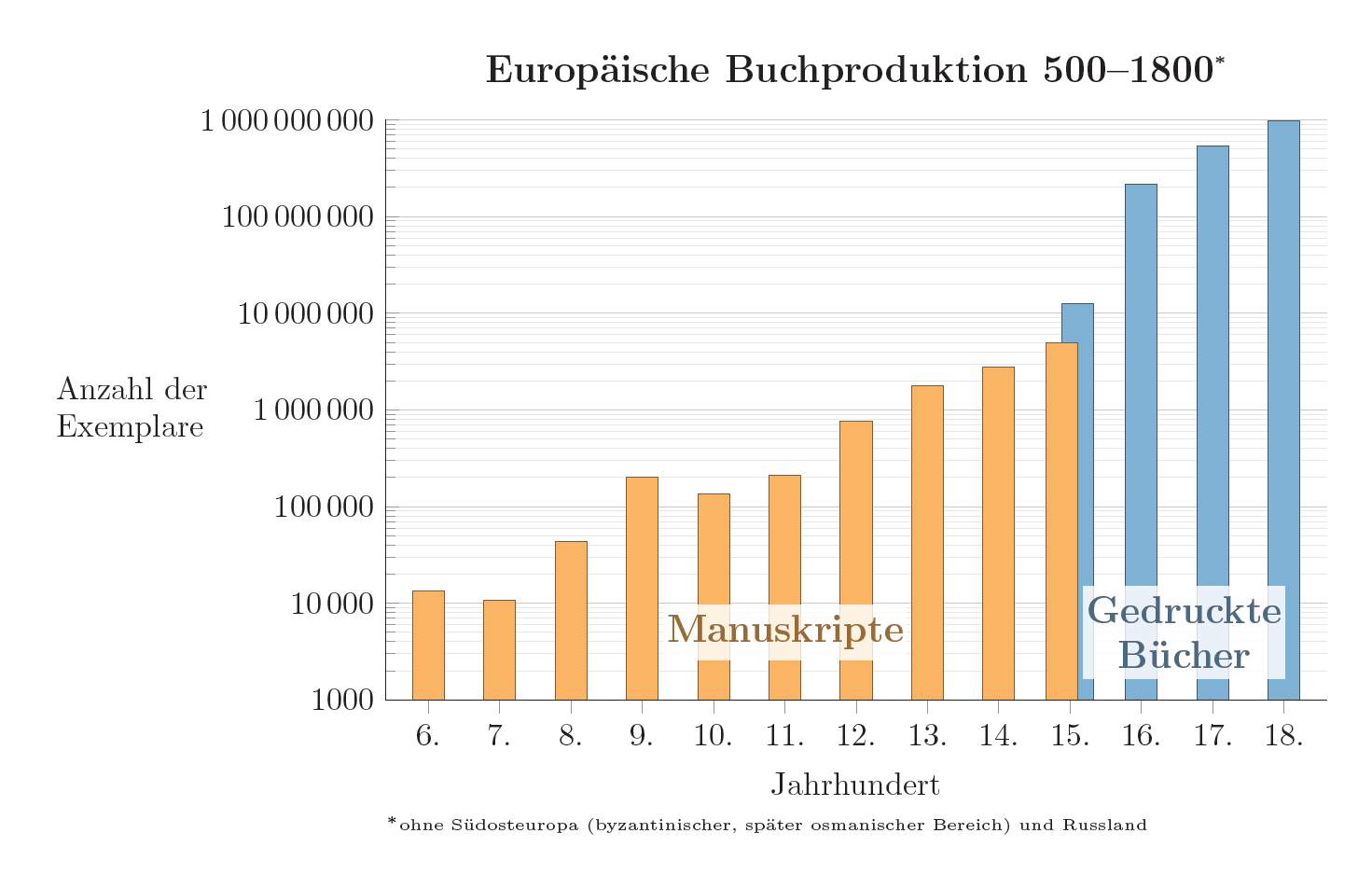
Die Buchproduktion Europas stieg vom Frühmittelalter bis zur Frühneuzeit von einigen zehntausend auf mehrere hundert Millionen Exemplare an.

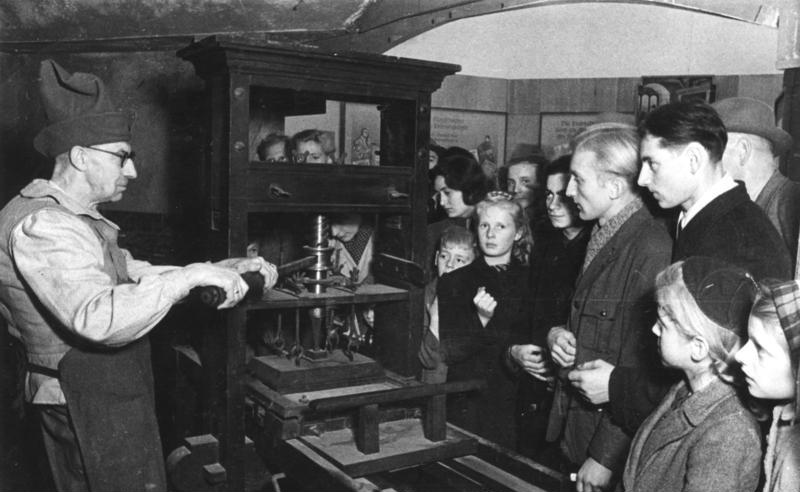
Ein Drucker in historischer Berufstracht an einem Nachbau einer Gutenbergpresse bei der Düsseldorfer Presseausstellung 1947

Die ältesten Vorläufer des Buches waren die Papyrusrollen der Ägypter, von denen die ältesten bekannten Exemplare aus dem 3. Jahrtausend v. Chr. stammen.
Die Griechen und Römer übernahmen die Papyrusrollen, bis sie ab dem 1. Jahrhundert allmählich der Kodex ablöste. Der Kodex bestand aus mehreren Lagen Pergament, die zweiseitig fortlaufend beschrieben in der Mitte gefaltet und mit einem Faden aneinander befestigt wurden. Erst später wurden die Seiten gebunden und mit einem festen Umschlag versehen. Der Kodex ist der unmittelbare Vorläufer unseres heutigen Buches. Die 1945 im ägyptischen Nag Hammadi entdeckten spätantiken Kodizes einer koptischen Bibliothek bestehen aus in Leder gebundenen Papyrusblättern und gelten in Fachkreisen als die ältesten Bücher.
Ab dem 14. Jahrhundert wurde das Pergament allmählich durch das billigere und viel einfacher zu produzierende Papier ersetzt. Die erste Papiermühle in Deutschland war die des Ulman Stromers in Nürnberg im Jahr 1390.

### Zeitalter des Buchdrucks
Die nach der Erfindung des Buchdrucks (ca. 1450) durch Johannes Gutenberg bis zum Jahr 1500 gedruckten Bücher werden Inkunabeln oder Wiegendrucke (aus der Zeit, als der Buchdruck noch in der Wiege lag) genannt. Während der Buchdruck-Revolution vervielfachte sich der Ausstoß an Büchern in Europa.
In Korea wurde rund 200 Jahre vor Johannes Gutenbergs Erfindung in Europa der Buchdruck mit beweglichen Lettern aus Metall entwickelt, vermutlich als Weiterentwicklung chinesischer Drucktechnik mit Tonlettern, wurde aber wenig genutzt.
Die schnelle Verbreitung der neuen Technik in ganz Europa und die stetige Verbesserung und Weiterentwicklung des Buchdrucks und der Herstellung von Papier machten das Buch zur Massenware, was eine wesentliche Voraussetzung für die Reformation und später für die Aufklärung wurde. Wissen wurde allmählich zum Allgemeingut im Abendland.
Schrift und Bild waren im Buch des Mittelalters eine Einheit. Künstler des Bauhauses schufen im 20. Jahrhundert Bücher von hohem gestalterischen Niveau, die dem Bereich Druckgrafik zuzurechnen sind. Diese Künstlerbücher erscheinen in kleinen limitierten Auflagen.

### Gegenwart
Der Digitaldruck erlaubt mit Print-on-Demand-Auflagen in konventioneller Buchform (Paperback, Hardcover) ab einem Exemplar aufwärts. Einige Dienstleister bieten im Internet die Erstellung von Fotobüchern an, diese können dann einzeln bestellt werden. Seit 2009 können in der Wikipedia Artikel zum Print-on-Demand zusammengefasst werden. Seit 2000 erscheinen digitale Bücher auf dem Online-Buchmarkt. Auch das Internet konkurriert mit dem klassischen Buch.
Der Internetkonzern Google schätzte (Stand August 2010), dass es rund 130 Millionen verschiedene Bücher auf der Welt gebe, räumte aber ein, dass dies auch eine Frage der Definition sei.
Die UNESCO legte 1995 den 23. April als Welttag des Buches fest.

## Das Buch als Produkt

### Materialien

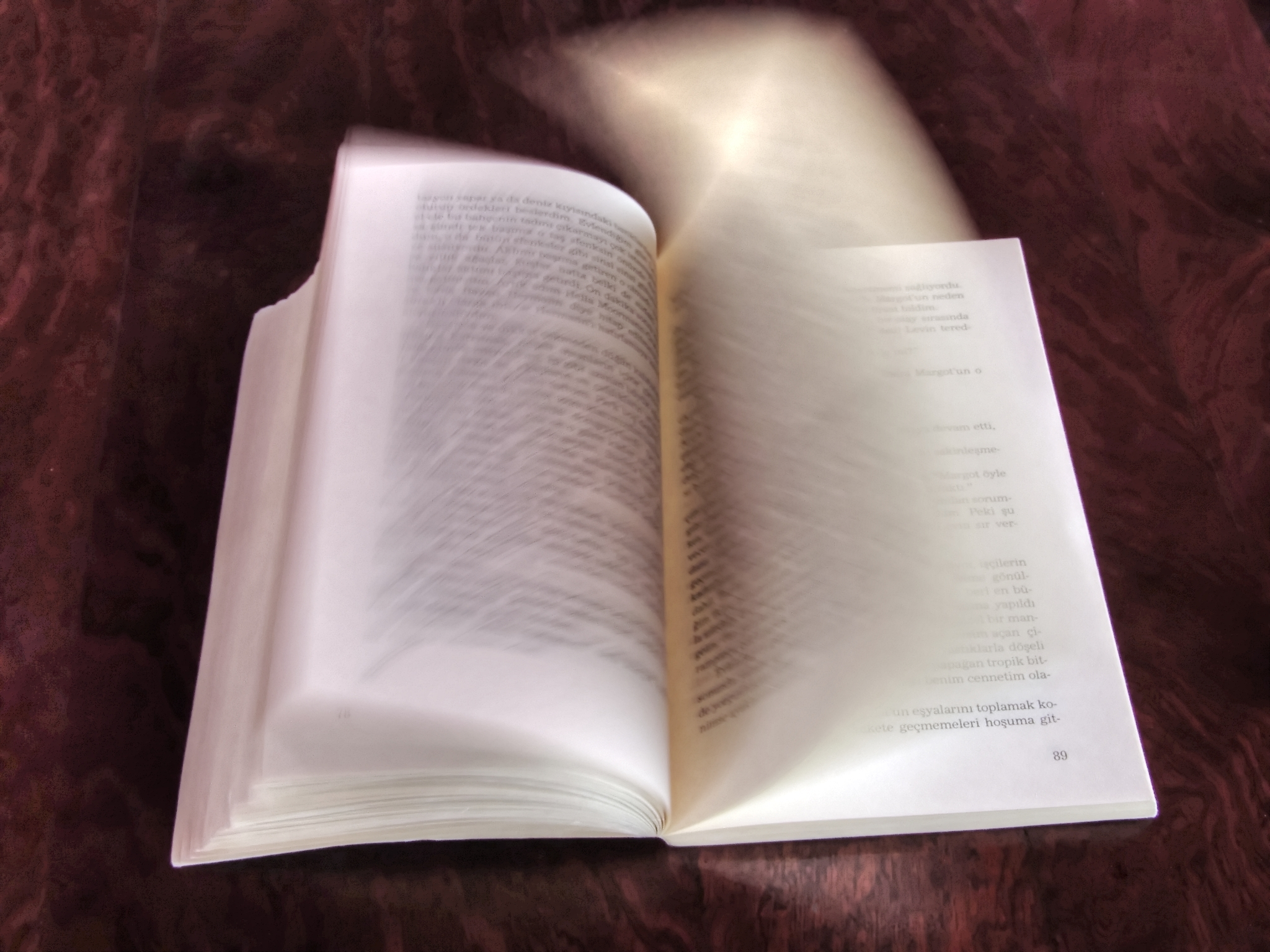
Umblättern eines Buches, hier ein Taschenbuch, ein kleinformatiges Buch mit gewöhnlich weichem Einband

Das Buch ist heute in erster Linie ein Gebrauchsgegenstand. Das heißt, dass das Buch gewissen Nutzungsbedingungen ausgesetzt ist. Diesen muss das Material entsprechen. Es soll strapazierfähig, reißfest, biegsam, leicht, ästhetisch und vieles mehr sein. Einige Materialien sind hier aufgeführt:
- Papier: Nicht nur der Buchblock, also der eigentliche Textteil, besteht aus Papier. Auch das gesamte Vorsatz besteht aus Papier – allerdings aus anderen Papiersorten als der Textteil. Auch der Textteil kann aus den unterschiedlichsten Papiersorten bestehen, hier gibt es viele günstige und auch teure Varianten. Das Papier bestimmt somit neben dem des Einbandes den Preis eines Buches.
- Pappe: Der Einband eines Buches besteht in der Regel aus fester Pappe (historisch bis zur frühen Neuzeit auch aus Holz), die mit verschiedenen Bezugsmaterialien bezogen ist. Auch der Schuber besteht meist aus Pappe.
- Bezugsmaterial: Zum Beispiel Gewebe, Leinen, Papier, Leder oder Pergament.
- Stoffe: Für das Kapitalband oder ein Lesebändchen werden spezielle Bänder, meist aus Seide, hergestellt und in verschiedenen Farben eingefärbt.
- Farbe: Nicht nur der Schutzumschlag kann farblich gestaltet werden, sondern auch der Buchschnitt. Diese Schnittverzierungen dienen nicht nur zur Zierde des Buches, sondern auch zum Schutz vor Lichteinwirkung und Verschmutzung.

### Bestandteile

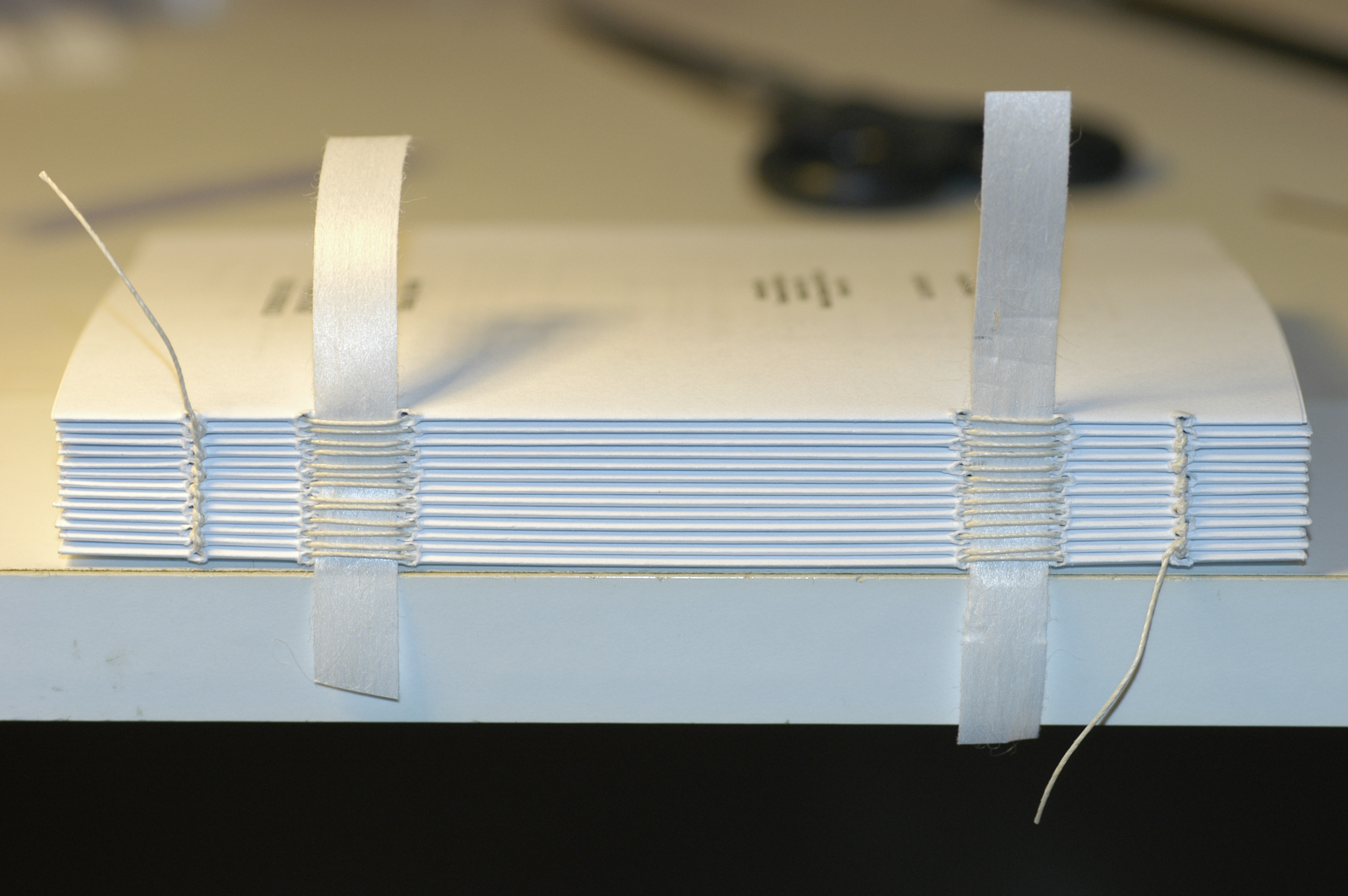
Ein gebundener Buchblock, noch ohne Bucheinband

Ein Buch muss beweglich, aber auch stabil sein. In der Buchherstellung durchläuft es viele Prozesse, die Einzelteile werden meist getrennt hergestellt und schließlich zusammengefügt.
Der Buchblock mit seinen bedruckten Seiten wird durch den Vorsatz mit dem Einband verbunden. Dabei befindet sich jeweils ein Vorsatz an der oberen und unteren Seite des Buchblocks. Diese sind durch Gaze und Leim mit dem Buchrücken sowie durch den Spiegel mit der Buchdecke verbunden. Um die Buchdecke legt sich das Bezugsmaterial. Der Streifen des Überzugmaterials, der auf der inneren Seite der Spiegel verklebt, nennt man Einschlag. Zusammen ergeben diese Elemente den Bucheinband.

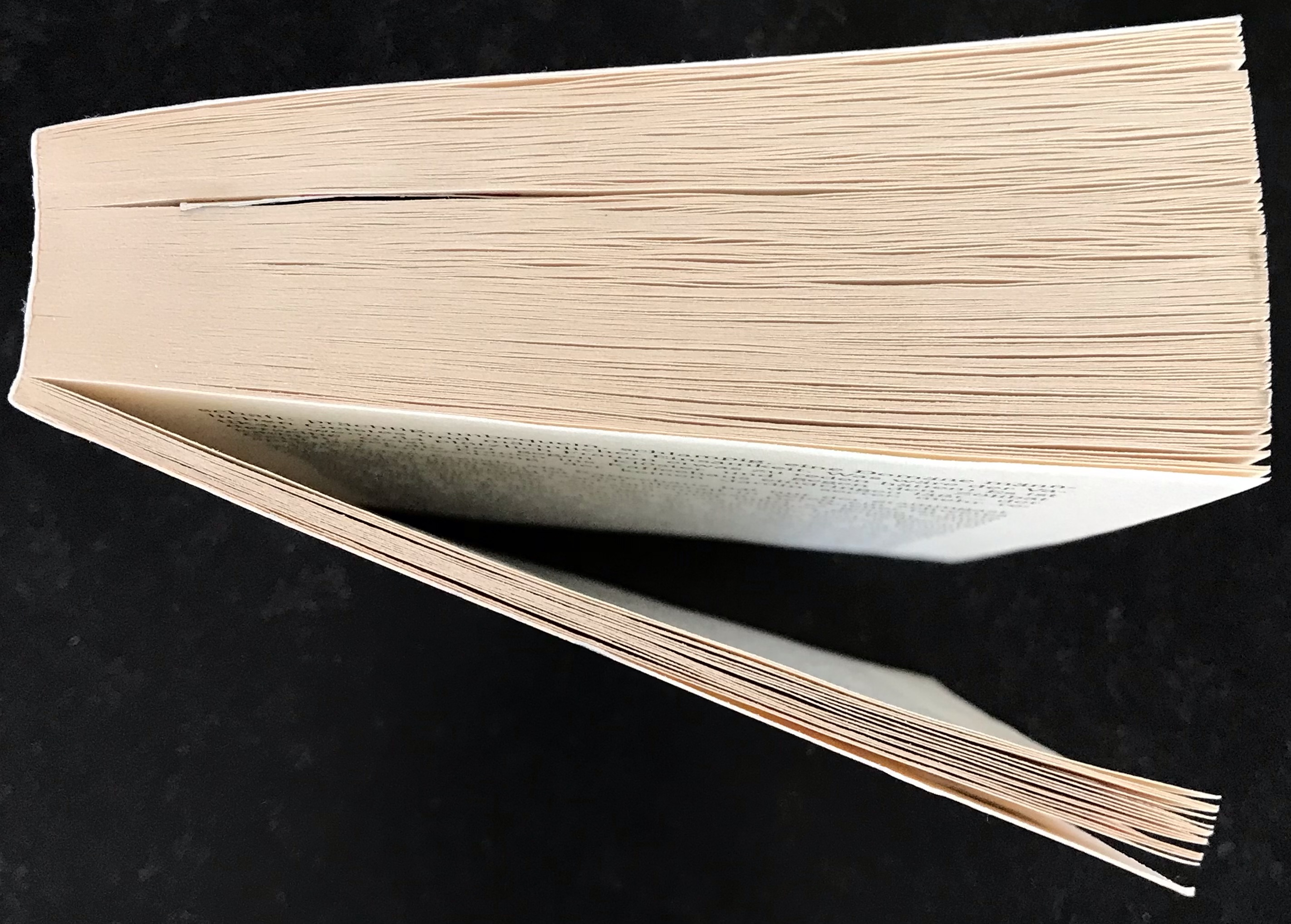
Ansicht eines Taschenbuches von oben

Die nach außen „abklappbaren“ Elemente des Einbandes nennen sich Deckel. Bei gebundenen Büchern, oft auch Hardcover genannt, wird um den Bucheinband noch ein Schutzumschlag gelegt.
Die drei Kanten des Buchblocks, an denen man das Buch öffnen kann, nennen sich Kopfschnitt (oben), vorderer und unterer Schnitt. Ein farblich gestalteter Schnitt hat Schnittverzierungen.
Das farbige Bändchen oben und unten am Buchrücken nennt sich Kapitalband, das Lesezeichen – oben im Buchrücken befestigt – nennt sich Lesebändchen.

### Buchgestaltung
Durch die Buchgestaltung wird das gesamte Aussehen, der Aufbau und die Materialien des Buches konzipiert. Durchgeführt wird sie in der Regel von einem Buchgestalter, Künstler und/oder Typografen. Neben Schrift, Titelei, Pagina, Papiersorte, Lesebändchen und Kapitalband wird auch der Einband gestaltet – die heute vermutlich wichtigste Aufgabe: Der Einband muss neugierig machen, spannend sein und die Aufmerksamkeit auf sich ziehen. Der Einband soll den potentiellen Leser zum Kauf oder Verleih einladen.

## Bucharten

### Unterscheidung nach Herstellungsart

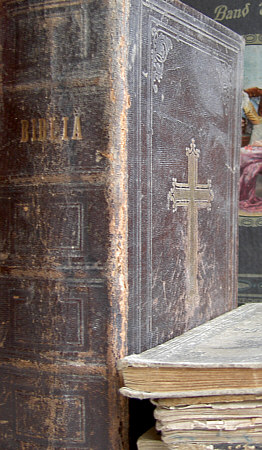
Bibel aus dem Jahr 1866

- Beutelbuch: Mittelalterliche Sonderform. Es kann wie ein Beutel getragen und am Gürtel befestigt werden.
- Print-on-Demand: Digitaldruck auf Nachfrage; Buch hergestellt in Kleinstauflage ab einem Exemplar, jederzeit können weitere Exemplare gedruckt werden.
- Broschur: Buchblock mit verschiedenen Arten des weichen Umschlags, in der Regel klebegebunden.
- E-Book (Elektronisches Buch): in verschiedenen Formaten, elektronisch gespeichert, zum Teil nur auf Bildschirm lesbar, zum Teil druckbar.
- Faksimile: originalgetreuer Nachdruck historischer Ausgaben.
- Hardcover: Fester Einband, klebegebunden oder mit Fadenheftung.
- Hörbuch: Hier lesen Autoren oder (häufiger) ein Erzähler (manchmal mehrere Erzähler in Rollen) die Texte eines schon vorhandenen Buches vor. Teilweise werden auch Hörspiele, also in Rollen gelesene oder als Hörstück bearbeitete und interpretierte Fassungen unter der Bezeichnung Hörbuch vertrieben. Hörbücher werden auf Audio-CDs/Kompaktkassetten bzw. als Computer-Audiodateien verkauft und verbreitet. Zum Teil gibt es sie auch über Podcasts meist kostenfrei im Internet.
- Kodex (Plural: Kodizes): Buch zum Aufklappen. Diese Form löste im Frühmittelalter die bis dahin vorherrschende Schriftrolle ab. Der Erfolg des Kodex steht in engem Zusammenhang mit der Ausbreitung des Christentums. Das Prinzip des Aufklappens hat sich nicht mehr verändert, der Begriff Kodex wird jedoch in der Regel für Bücher aus der Antike und dem Mittelalter verwendet.
- Loseblattsammlung: Einzelne, austauschbare Seiten in einem oder mehreren Ordnern (z. B. als Ringbuch, hier ist nicht die umgangssprachliche Verwendung von Loseblattsammlung gemeint, die kein Buch darstellt).
- Miniaturbuch: Sehr kleines Buch. Meist in Herstellungsgröße komprimierte verkleinerte Form eines Großbuches. Zu unterscheiden vom Taschenbuch durch Hardcovereinband.
- Paperback: Mit weichem Einband und meistens mit Klebebindung versehen, früher auch Fadenbindung.
- Taschenbuch: Kleinformatiges Buch, meistens Paperback, zum Transport geeignet.
- Vorzugsausgabe: zumeist für Bibliophile hergestellte kleine Teilauflage eines Titels in besonderer Ausstattung (Einband, Papier, Buchschmuck, Illustrationen)

### Unterscheidung nach Inhalt

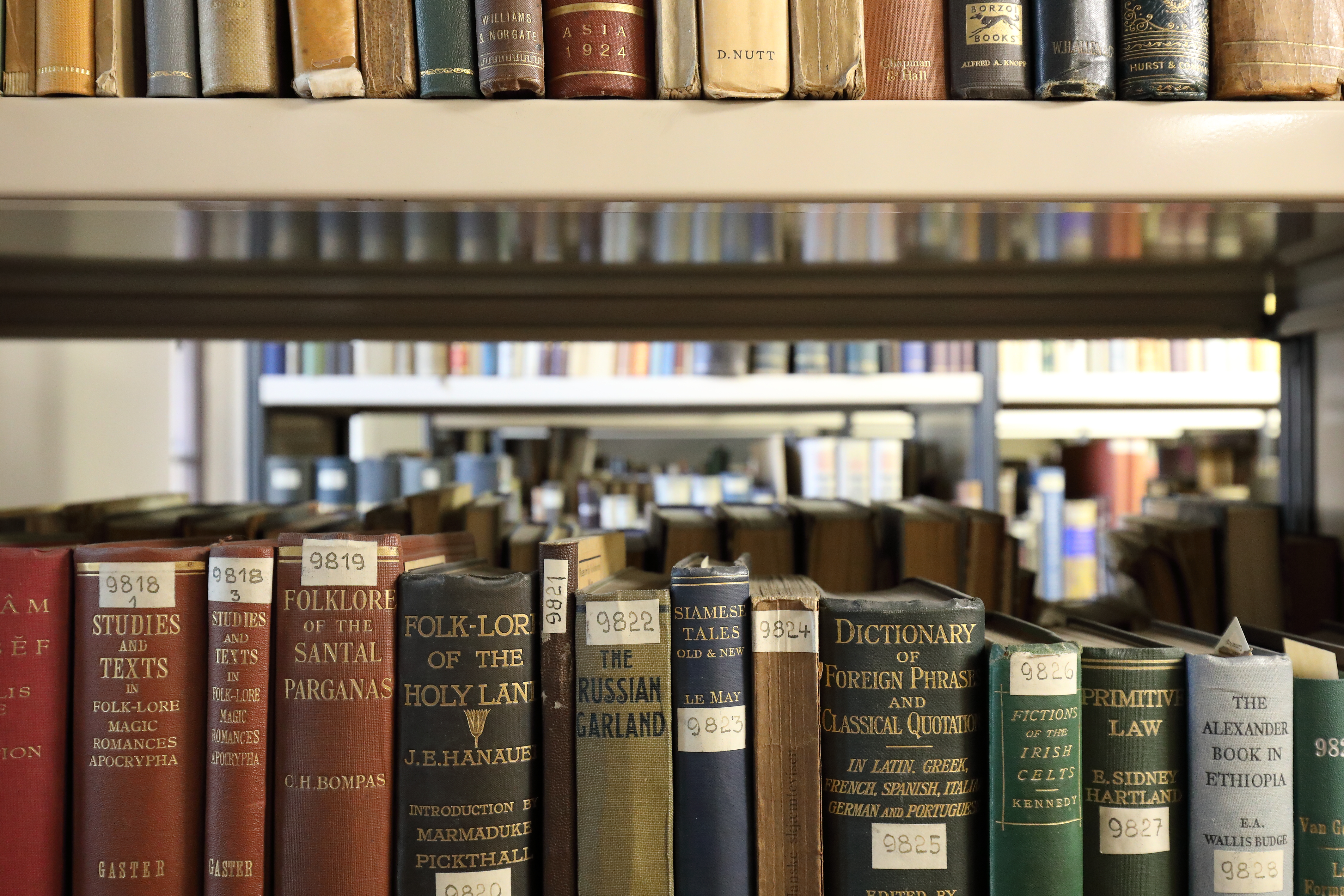
Bücher im Buchspeicher der Bibliothek des Österreichischen Museum für Volkskunde

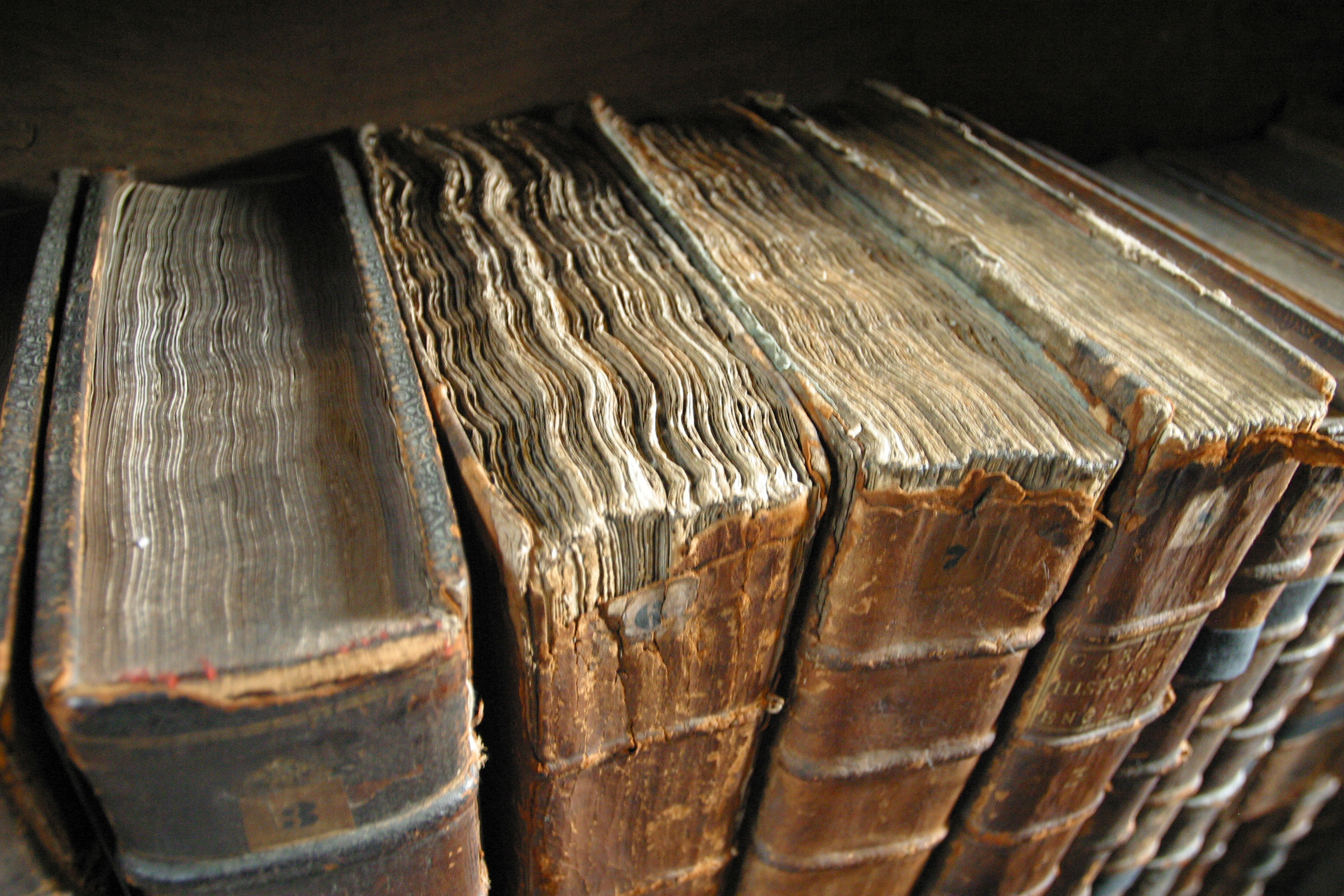
Alte Bücher in der Bibliothek des Merton College

- Sachbücher:
  - Fachbuch
  - Lehrbuch
  - Schulbuch
  - Handbuch
  - Wörterbuch
  - Lexikon
  - Bibliografie
  - Farbbuch (z. B. Schwarzbuch, Weißbuch, Braunbuch, Blaubuch)
- Belletristik (auch: Fiktionale Literatur, früher: Schöne Literatur)
  - Roman
  - Gedichtband
  - Liederbuch
- Kinder- und Jugendbücher sowie Bilderbücher
- Zunächst meistens Einzelexemplare:
  - Tagebuch
  - Handlungsbuch, Kassenbuch – daher auch Buchhaltung
  - Logbuch
  - Laborbuch
  - Manuskript
  - Drehbuch
  - Künstlerbuch, Buchobjekt

## Gliederung

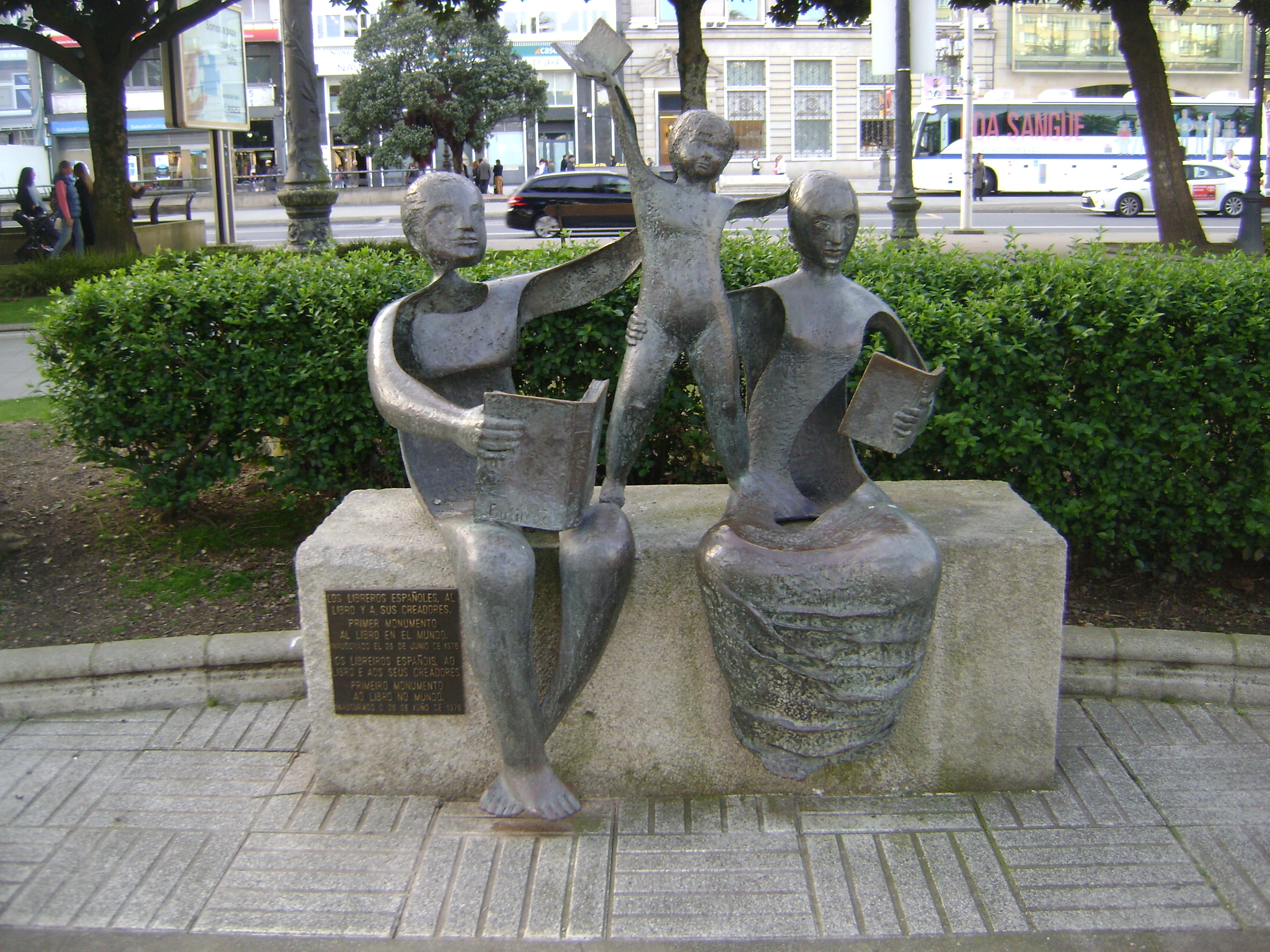
Denkmal für das Buch, La Coruña, Galicien, (Spanien).

### Inhaltliche Gliederung von Büchern
Zu den Abschnitten eines Buches gehören (teilweise optional, auch die Reihenfolge kann variieren):
- Titelblatt, Schmutztitel, Impressum
- Inhaltsverzeichnis
- Vorwort. Geleitwort. Konventionen
- Einleitung
- Kapitel
- Nachwort
- Anhang
  - Anmerkungen. Kommentare. Nachweise.
  - Verzeichnisse, Register: Literatur, Sachen, Stichwortverzeichnis, Personen, Orte, Abbildungen. Abkürzungen, Siglen.
  - Abbildungen, Bildtafeln. Dokumente.
  - Danksagung
  - Beilagen
  - Verlagswerbung

### Gliederung von Buchseiten
- Ränder
- Satzspiegel
- Spaltensatz
- Marginalie, Anmerkung, Fußnote, Endnote, Annotation
- Kopfzeile, Kolumnentitel
- Fußzeile
- Pagina, Seitenzahl

## Statistik und Rekorde

### Buchbesitz und Lesen in Deutschland
In einer Studie aus dem Jahre 2008 haben 57 % der Befragten angegeben, dass in ihrem Haushalt weniger als 50 Bücher vorhanden seien. In 23 % der Haushalte waren 50–100 Bücher, in 12 % 100–250 Bücher und in 6 % mehr als 250 Bücher vorhanden. Nach einer Forsa-Umfrage aus dem Jahre 2017 lesen 27 % der Deutschen mehr als 10 Bücher pro Jahr, 19 % lesen 6–10 Bücher, 39 % lesen bis zu 5 Bücher, und 14 % lesen überhaupt keine Bücher. Eine der umfangreichsten Studien zum Lesen in Deutschland hatte 2008 das Bundesministerium für Bildung und Forschung bei der Stiftung Lesen in Auftrag gegeben.

### Meistgedrucktes Buch
Die Bibel ist das meistgedruckte und am weitesten verbreitete Buch der Welt. Nach Angaben der Deutschen Bibelgesellschaft liegen Übersetzungen der gesamten Bibel in 542 Sprachen vor und Teilübersetzungen in 2344 weiteren Sprachen (Stand Januar 2015).

### Kleinstes und größtes Buch
Das kleinste Buch, das jemals im Auflagendruck hergestellt worden ist, stammt aus dem Leipziger Verlag Faber & Faber. Mit 2,4 auf 2,9 Millimetern ist es so groß wie ein Streichholzkopf. Die 32 Seiten sind mit Buchstabenbildern im Offset bedruckt und in Handarbeit ledergebunden
Im Jahr 2004 brachte der Autohersteller Mazda einen Bildband mit dem bis dahin größten Format der Welt heraus: 3,07 m × 3,42 m. Seither gibt es jedoch verschiedene weitere Rekorde, die sich in der Definition eines Buches unterscheiden, sowie darin, ob es Einzelwerke sind oder lieferbare Bücher mit einer gewissen Auflage.

### Hochpreisige Bücher
- Eines der wertvollsten Bücher ist der Codex Manesse, der im Zuge einer Ausstellung 2006 für 50 Mio. Euro versichert werden musste.
- Das Evangeliar Heinrichs des Löwen wurde am 6. Dezember 1983 im Londoner Auktionshaus Sotheby’s für 32,5 Millionen Deutsche Mark versteigert.[17]
- Ein Werk von John James Audubons Birds of America,[18] eine Subskriptionsausgabe, erzielte bei einer Christie’s-Auktion im Jahr 2000 den Preis von mehr als 8,8 Mio. US-Dollar.[19]
- Eine Erstausgabe des Buches De revolutionibus orbium coelestium aus 1543 von Nikolaus Kopernikus erzielte 2008 während einer Versteigerung bei Christie’s in New York 2,2 Mio. US-Dollar.[20]

## Sprachliches

### Die Vorsilbe „Biblio-“
Das aus dem Griechischen stammende Wortbildungselement Biblio- (bzw. bei Adjektiven biblio-) bedeutet „Buch“ oder „Bücher“. Beispiele:
- Bibliograf: Jemand der eine Bibliografie bearbeitet oder zusammenstellt
- Bibliografie: Nachschlagewerk von Literaturhinweisen
- Bibliomanie: übersteigerte, manische Bibliophilie („Bücherliebe“), beispielsweise in Form einer Sammelwut
- Bibliometrie: quantitative Erforschung von Publikationen
- Bibliophilie: Bücherliebhaberei (z. B. Beschäftigung mit besonders schönen, alten oder besonderen Büchern)
- Bibliothek: Sammlung von Büchern und anderen Publikationsformen oder auch der Bibliotheksbau (siehe auch Bibliotheksarten und Bibliothekswesen)
- Bibliothekar: Angestellter in einer Bibliothek
- Bibliotherapie: psychotherapeutische Methode, bei der die Lektüre von Büchern zur Heilung beitragen soll; andere Bedeutung: Wiederherstellung beschädigter Bücher[22]

## Listen „empfehlenswerter“ Bücher
- Liste der Werke auf der SWR-Bestenliste (siehe auch SWR-Bestenliste)
- Die Bestsellerliste des Spiegel
- Das Buch der 1000 Bücher
- Fritz J. Raddatz (Hrsg.): ZEIT-Bibliothek der 100 Bücher. 11. Auflage. Suhrkamp, Frankfurt/Main 2002, ISBN 3-518-37145-2 (Eine Zusammenstellung schöngeistiger Literatur).
- ZEIT-Bibliothek der 100 Sachbücher
- ZDF-Fernsehreihe: Unsere Besten – Die Lieblingsbücher der Deutschen (2004)
- „Bestes Buch“: Nach einer Befragung des Osloer Nobel-Institutes von 100 bekannten Autoren wurde 2002 Miguel de Cervantes: Don Quixote als das beste Buch genannt.